# Ресор државне безбедности
Ресор државне безбедности (РДБ), скраћено Државна безбедност (ДБ), је била безбедносна агенција унутар Министарства унутрашњих послова Србије, која је за циљ имала заштиту државе од унутрашњих претњи. Ова служба је укинута у јулу 2002. и њу је 1. августа те године заменила Безбедносно-информативна агенција (БИА).

## Специјалне јединице
Судећи по оптужницама у низу суђења пред Хашким трибуналом, ДБ је у тајности основала „Југословенске специјалне јединице”, такође познате и као „Југословенске паравојске”. Неке од тих јединица су били Српска добровољачка гарда (СДГ; Арканови тигрови), Јединица за специјалне операције (ЈСО; Црвене беретке), и Шкорпиони.
ЈСО је званично придружена ДБ-у најраније око 1996.

## Директори
| РБ. | Слика | Име (Рођен–Умро)             | Чин                    | Дошао на место директора | Напустио место директора |
| --- | ----- | ---------------------------- | ---------------------- | ------------------------ | ------------------------ |
| 1   |       | Зоран Јанаћковић (1939–2015) | Није имао чин          | 31. октобар 1990.        | 30. децембар 1991.       |
| 2   |       | Јовица Станишић (рођен 1950) | Није имао чин          | 1. јануар 1992.          | 26. октобар 1998.        |
| 3   |       | Раде Марковић (рођен 1946)   | Генерал-пуковник МУП-а | 27. октобар 1998.        | 25. јануар 2001.         |
| 4   |       | Горан Петровић (рођен 1951)  | Није имао чин          | 26. јануар 2001.         | 15. новембар 2001.       |
| –   |       | Андреја Савић (рођен 1947)   | Није имао чин          | 15. новембар 2001.       | 1. август 2002.          |